# Giải Video âm nhạc của MTV cho Video xuất sắc nhất của nữ ca sĩ
Giải thưởng Video âm nhạc của nữ nghệ sĩ là một trong những hạng mục trao giải của giải thưởng MTV Video Music Awards bắt đầu trao vào năm 1984. Vào năm 2007, giải thưởng được đổi tên thành "Nữ nghệ sĩ của năm" nhưng trở lại với tên cũ một năm sau đó. Madonna, Beyoncé và Taylor Swift là những nghệ sĩ thắng giải nhiều nhất. Năm 2017, hạng mục này cùng với hạng mục Video xuất sắc nhất của nam ca sĩ đã được thay thế thành giải Nghệ sĩ của năm vì MTV muốn loại bỏ các giải thưởng dành riêng cho giới tính.

## Danh sách nghệ sĩ chiến thắng và đề cử
| Năm  | Đoạt giải                                              | Đề cử | Nguồn  |
| ---- | ------------------------------------------------------ | --- | ------ |
| 1984 | Cyndi Lauper — "Girls Just Want to Have Fun"           | - Donna Summer — "She Works Hard for the Money" | [ 2 ]  |
| 1985 | Tina Turner — "What's Love Got to Do with It"          | - Sheila E. — "The Glamorous Life" | [ 3 ]  |
| 1986 | Whitney Houston — "How Will I Know"                    | - Kate Bush — "Running Up That Hill" - Aretha Franklin — "Freeway of Love" - Grace Jones — "Slave to the Rhythm" - Tina Turner — "We Don't Need Another Hero" | [ 4 ]  |
| 1987 | Madonna — "Papa Don't Preach"                          | - Madonna — "Open Your Heart" | [ 5 ]  |
| 1988 | Suzanne Vega — "Luka"                                  | - Jody Watley — "Some Kind of Lover" | [ 6 ]  |
| 1989 | Paula Abdul — "Straight Up"                            | - Jody Watley — "Real Love" | [ 7 ]  |
| 1990 | Sinéad O'Connor — "Nothing Compares 2 U"               | - Michelle Shocked — "On the Greener Side" | [ 8 ]  |
| 1991 | Janet Jackson — "Love Will Never Do (Without You)"     | - Madonna — "Like a Virgin (phiên bản trong Truth or Dare)"                                                                                                   | [ 9 ]  |
| 1992 | Annie Lennox — "Why"                                   | - Vanessa L. Williams — "Save the Best for Last" | [ 10 ] |
| 1993 | k.d. lang — "Constant Craving"                         | - Annie Lennox — "Walking on Broken Glass" | [ 11 ] |
| 1994 | Janet Jackson — "If"                                   | - Me'Shell NdegéOcello — "If That's Your Boyfriend (He Wasn't Last Night)"                                                                                    | [ 12 ] |
| 1995 | Madonna — "Take a Bow"                                 | - Annie Lennox — "No More I Love You's" | [ 13 ] |
| 1996 | Alanis Morissette — "Ironic"                           | - Jewel — "Who Will Save Your Soul" | [ 14 ] |
| 1997 | Jewel — "You Were Meant for Me"                        | - Paula Cole — "Where Have All the Cowboys Gone" | [ 15 ] |
| 1998 | Madonna — "Ray of Light"                               | - Shania Twain — "You're Still the One" | [ 16 ] |
| 1999 | Lauryn Hill — "Doo Wop (That Thing)"                   | - Jennifer Lopez — "If You Had My Love" - Madonna — "Beautiful Stranger" - Britney Spears — "Baby One More Time"                                              | [ 17 ] |
| 2000 | Aaliyah — "Try Again"                                  | - Britney Spears — "Oops!...I Did It Again" | [ 18 ] |
| 2001 | Eve (hợp tác với Gwen Stefani) — "Let Me Blow Ya Mind" | - Madonna — "Don't Tell Me" | [ 19 ] |
| 2002 | Pink — "Get the Party Started"                         | - Britney Spears — "I'm a Slave 4 U" | [ 20 ] |
| 2003 | Beyoncé (hợp tác với Jay-Z) — "Crazy in Love"          | - Jennifer Lopez — "I'm Glad" | [ 21 ] |
| 2004 | Beyoncé — "Naughty Girl"                               | - Britney Spears — "Toxic" | [ 22 ] |
| 2005 | Kelly Clarkson — "Since U Been Gone"                   | - Gwen Stefani — "Hollaback Girl" | [ 23 ] |
| 2006 | Kelly Clarkson — "Because of You"                      | - Shakira (hợp tác với Wyclef Jean) — "Hips Don't Lie" | [ 24 ] |
| 2007 | Fergie                                                 | - Amy Winehouse | [ 25 ] |
| 2008 | Britney Spears — "Piece of Me"                         | - Jordin Sparks (hợp tác với Chris Brown) — "No Air" | [ 26 ] |
| 2009 | Taylor Swift — "You Belong with Me"                    | - Pink — "So What" | [ 27 ] |
| 2010 | Lady Gaga — "Bad Romance"                              | - Taylor Swift — "Fifteen" | [ 28 ] |
| 2011 | Lady Gaga — "Born This Way"                            | - Katy Perry — "Firework" | [ 29 ] |
| 2012 | Nicki Minaj — "Starships"                              | - Rihanna (hợp tác với Calvin Harris) — "We Found Love" | [ 30 ] |
| 2013 | Taylor Swift — "I Knew You Were Trouble"               | - Rihanna (hợp tác với Mikky Ekko) — "Stay" | [ 31 ] |
| 2014 | Katy Perry (hợp tác với Juicy J) — "Dark Horse"        | - Iggy Azalea (hợp tác với Charli XCX) — "Fancy" - Beyoncé — "Partition" - Ariana Grande (hợp tác với Iggy Azalea) — "Problem" - Lorde — "Royals"             | [ 32 ] |
| 2015 | Taylor Swift — "Blank Space"                           | - Beyoncé — "7/11" - Ellie Goulding — "Love Me like You Do" - Nicki Minaj — "Anaconda" - Sia — "Elastic Heart"                                                | [ 33 ] |
| 2016 | Beyoncé – "Hold Up"                                    | - Adele – "Hello" - Ariana Grande – "Into You" - Rihanna (hợp tác với Drake) – "Work" - Sia – "Cheap Thrills"                                                 | [ 34 ] |

## Kỷ lục
- Chiến thắng nhiều lần nhất:
  - 1. Beyoncé, Madonna, Taylor Swift - 3 lần
  - 2. Kelly Clarkson, Janet Jackson, Lady Gaga - 2 lần
- Nhiều lần được đề cử nhất, tính đến 2016 (tính cả giải Nghệ sĩ nữ của năm)

|           | 1       | 2       | 3                        | 4                      | 5                                            |
| --------- | ------- | ------- | ------------------------ | ---------------------- | -------------------------------------------- |
| Ca sĩ     | Madonna | Beyoncé | Janet Jackson Katy Perry | Britney Spears Rihanna | Christina Aguilera Cyndi Lauper Taylor Swift |
| Tổng cộng | 12      | 10      | 6                        | 5                      | 4                                            |